# Каламкас-море
Каламкас-море (каз. Қаламқас-теңіз) — морское нефтяное месторождение Казахстана. Расположено в 150 км на северо-запад от полуострова Бузачи. Открыто 3 сентября 2002 года.
Первоначальным оператором месторождения являлась компания «AgipKCO», в дальнейшим консорциум North Caspian Operaing Company (NCOC), в состав которого и вошла компания «Agip». 
Геологические запасы Каламкас-море составляют 284 млн тонн нефти, а извлекаемые запасы 50,7 млн тонн.
В октябре 2019 года было объявлено об отказе освоения месторождения Каламкас-море (NCOC) и Хазар (CMOC) инвесторами по причине низкой рентабельности и возвращено в собственность государства. В сентябре 2021 года президент Казахстана Касым-Жомарт Токаев объявил о начале освоения двух этих месторождении совместно с российской компании «Лукойл». В ноябре 2021 года компании «КазМунайГаз» и «Лукойл» подписали соглашение о принципах по проекту Каламкас-море и Хазар в казахстанском секторе Каспийского моря.